# Kälvån
Kälvån är ett vattendrag i norra Norrbotten, Kalix och Överkalix kommuner. Högerbiflöde till Kalixälven. Längden är cirka 10 kilometer, inklusive källflöden på cirka 20 kilometer.
Kälvån rinner upp i sjön Kälvjärv cirka 1 mil SSV om Överkalix och strömmar förbi Kälvudden ner mot Kalixälven i huvudsakligen sydlig riktning.